# 말 트고 마음 트고
말 트고 마음 트고는 KBS 한민족방송(AM 972, 6015, 1170kHz)에서 매일 새벽 2시 20분부터 새벽 3시까지 방송되는 한민족 라디오 프로그램이다.

## 진행
- 지영서 아나운서